# Aurelio De Felice
Aurelio De Felice (Torreorsina, 29 ottobre 1915 – Torreorsina, 14 giugno 1996) è stato uno scultore italiano.

## Biografia
Nasce nel 1915 a Torreorsina, un paesino collinare della Valnerina poi inglobato quale frazione di Terni.
La sua formazione scolastica, iniziata nel paese natale, proseguì a Terni nel biennio 1928-1929 quando frequentò la scuola per ebanisti-intagliatori. Costretto dal padre, dopo la fine della scuola iniziò a lavorare a Terni in una fabbrica d'armi, ma dopo tre mesi abbandonò il posto fuggendo a Roma, dove fu ospitato presso la casa dello scultore Enrico Quattrini, dove lavorava di giorno e frequentava una scuola artistico-industriale di sera. Conobbe in questo periodo lo scultore Pericle Fazzini e il pittore Luigi Montanarini.
Nel 1936 un mecenate notò le sue opere ad una mostra e lo aiutò ad iscriversi all'Accademia di belle arti di Roma. Durante gli anni dell'accademia realizzò varie sculture che si inseriscono nel quadro della "Scuola Romana", di matrice espressionista.
Dopo essersi diplomato nel 1940, ottenne presso la stessa Accademia l'incarico di professore-assistente, e nello stesso anno vinse, con Adolescente con l'ocarina, il primo premio ad un concorso nazionale di scultura ed espose a Roma nella sua prima mostra personale, presentata da Renato Guttuso.
L'attività espositiva proseguì durante la seconda guerra mondiale mentre lavorava nel paese natale. Nel dopoguerra espose anche in Svizzera, in Germania e in Francia. A Parigi, nel 1950, insieme a Gino Severini fondò la "Scuola d'arte italiana", su incarico del ministero degli affari esteri e conobbe artisti e intellettuali. Dal 1955 tornò in Italia per dirigere la "Scuola statale d'arte" di Acqui Terme, dalla quale passò nel 1958 a dirigere la "Scuola d'arte di Volterra".
Non si lasciò coinvolgere nel dibattito tra realismo e formalismo degli anni cinquanta continuando per la sua strada di personale rivisitazione del cubismo.
Nel 1961, su incarico del Ministero della Pubblica Istruzione, fondò l'Istituto statale d'arte di Terni e nel 1962 l'"Associazione degli artisti di Terni", presieduta da Giulio Carlo Argan. Pur continuando l'attività espositiva, fu incaricato dal Ministero degli esteri come "addetto" presso l'"Istituto italiano di cultura" di Amburgo e presso il "Centro studi italiani" di Zurigo.
Nell'ambito delle sue attività divulgative, tenne nel 1977 una conferenza a Tokyo sul pittore naïf Orneore Metelli, che aveva conosciuto negli anni trenta a Terni e alla cui fama aveva contribuito.
L'ultima mostra risale al 1982, data dopo la quale una malattia lo costrinse a limitare la propria attività. Nel 1992 fu presente nella città giapponese di Kōbe per la consegna alle autorità cittadine della statua "Maternità", che è stata collocata all'interno di un parco.
Vive gli ultimi anni nella quiete della sua casa sul colle di Torreorsina, dove muore il 14 giugno 1996.
È valutato come uno dei 10000 migliori artisti del mondo fra il XVIII e il XXI secolo dalla Artists Trade Union of Russia.

## IlMuseo d'arte moderna e contemporanea Aurelio De Felice
Nato dalla donazione, da lui fatta al comune di Terni, di opere sue e di altri pittori locali e internazionali, il Museo d'arte moderna e contemporanea Aurelio De Felice ha due sezioni monografiche interamente dedicate a Orneore Metelli e allo stesso De Felice. Al piano terra vi è un'area interamente dedicata all'arte contemporanea con particolare attenzione agli artisti del territorio e a quelli che vi hanno lavorato. Al piano superiore, invece, è stata allestita la quadreria antica, precedentemente ospitata a palazzo Gazzoli, con opere di artisti operanti in Umbria tra le quali, per importanza e bellezza, spicca la Pala dei Francescani, opera di Piermatteo d'Amelia, realizzata tra il 1483 e 1485.

## Mostre
- 1940: Prima: Mostra personale a Roma presentata da Renato Guttuso;
- 1942: Mostra personale alla «Galleria Genova» a Genova;
- 1942: Mostra personale alla «Galleria della Spiga» a Milano;
- 1942: Mostra personale alla «Galleria Santa Trinità» a Firenze;
- 1943: Mostra personale alla «Galleria di Roma» a Roma;
- 1945: Mostra personale alla «Galleria Blu di Prussia» a Napoli;
- 1946: Mostra personale alla «Galleria dei Cappuccini» a Roma;
- 1947: Mostra personale alla «Galleria Il Cortile» a Roma;
- 1948: Mostra personale alla «Galleria Chichio Haller» a Zurigo;
- 1948: Mostra personale alla «Zimmergalerie» a Francoforte;
- 1949: Mostra personale alla «Galerie des Marescaux» a Bienne (Svizzera);
- 1949: Mostra di gruppo con sei pittori romani a Zurigo e a Vienna;
- 1952: Mostra personale alla «Galerie Charpentier» a Parigi;
- 1955: Mostra personale alla «Galerie des quatre vents» a Parigi;
- 1956: Mostra personale al Palazzo Carignano a Torino;
- 1957: Mostra personale alla «Galleria Totti» a Milano;
- 1957: Mostra personale alla «Galleria Tacito» a Terni;
- 1957: Mostra personale alla «Galleria Spinetti» a Firenze;
- 1957: Mostra personale alla «Galleria l'Incontro» a Roma;
- 1957: Mostra personale alla «Galleria la Pantera» a Lucca;
- 1958: Mostra personale alla «Bottega d'Arte» a Livorno;
- 1959: Mostra personale alla «Grafica del lavoro» a Roma;
- 1960: Mostra personale alla «Galerie Chassaing» a Lione;
- 1960: Mostra personale al Museo Civico di Braunschweig in Germania;
- 1961: Mostra personale all'Istituto Italiano di Cultura di Colonia;
- 1961: Mostra personale alla «Galleria Comunale» di Lúnen;
- 1961: Mostra personale al Museo Comunale di Hagen;
- 1962: Mostra personale allo «Schloss Museum» di Oberhausen;
- 1964: Mostra personale alla «Galleria la Pantera» a Montecatini-Terme;
- 1965: Mostra personale alla «Galleria Taras» a Taranto;
- 1965: Mostra personale alla «Galleria la Panchetti» a Bari;
- 1966: Mostra personale alla «Galleria Caldarese» a Bologna;
- 1966: Mostra personale alla «Galleria il Cavalletto» a Castel San Pietro Terme;
- 1967: Mostra personale alla «Galleria Estense» a Ferrara;
- 1967: Mostra personale alla «Galerie Wiebenga» a Epalinges s/Losanna;
- 1967: Mostra personale alla «Galerie Vendôme» a Parigi;
- 1968: Mostra personale al «Vonderau-Museum» di Fulda;
- 1968: Mostra personale alla «Galerie 7» a Baden Baden (Svizzera);
- 1969: Mostra personale allo Städtischen Kunstsammlung» di Gelsenkirchen;
- 1970: Mostra personale al «Leopold Hoesch Museum» di Diiren;
- 1971: Mostra personale alla Galerie Schloss Ringerberg a Ringerberg;
- 1971: Mostra personale allo Städtisches Museum di Kleve;
- 1971: Mostra personale al «Centro culturale» di Villalago presso Terni;
- 1972: Mostra personale alla «Rathaus Marl» a Marl;
- 1972: Mostra personale allo Städtisches Museum di Emden;
- 1972: Mostra personale alla «Kunsthalle» di Wilhelmshaven;
- 1973: Mostra personale alla «Galerie Mati» a Oberwil (Svizzera);
- 1974: Mostra personale (80 autoritratti) alla «Caprareccia» Cesi (Terni);
- 1974: Mostra personale alla Galleria «Bottega d'Arte» Terni;
- 1975: Mostra personale allo «Städtische Sammlungen» a Rheinhausen;
- 1975: Mostra personale alla «Galleria del Corso» ad Alghero;
- 1976: Mostra personale alla «Galleria d'Arte Diametro» a Foligno;
- 1976: Mostra personale alla «Galleria d'Arte Dala» a Cagliari;
- 1977: Mostra personale alla «Galleria d'Arte Cecchini» a Perugia.

## Sculture
- Abbozzo per un Autoritratto - legno - 1941;
- Adolescente - bronzo, alt. cm 126 - 1957;
- Adolescente - bronzo, bozzetto - 1957;
- Adolescente con l'ocarina - bronzo, bozzetto con le braccia, alt. cm 40 - 1940;
- Adolescente con ocarina - bronzo, alt. cm 170 - 1940;
- Adolescente con ocarina - bronzo, bozzetto senza braccia, alt. cm 33 - 1940;
- Arianna - bronzo - 1944;
- Autoritratto - bronzo, bassorilievo - 1942;
- Autoritratto - terracotta - 1944;
- Autoritratto con la Musa - pietra, spalla del camino di casa dell'artista - 1962;
- Bagnanti - terracotta, cm 32 x 26 - 1935;
- Battaglia di ragazzi - bronzo, cm 164 x 104 - 1941;
- Bozzetto per maternità - bronzo - 1957;
- Clara - gesso - 1944;
- Concetto di maternità - bronzo, bassorilievo - 1969;
- Contadina umbra - legno - 1936;
- Contadina umbra vedova di guerra - bronzo - 1972;
- Contadinella umbra -pietra - 1956;
- Cristina - bronzetto, alt. cm 30 - 1969;
- Cristo - pietra - 1956;
- Cristo legato - bronzo, alt. cm 67- 1940;
- Donna distesa - cera, lung. cm 40 - 1942;
- Donna in piedi - bronzo - 1949;
- Donna romana - terracotta - 1937;
- Donna seduta - bronzo - 1949;
- Donna seduta - bronzo, alt. cm 20 - 1940;
- Elviretta - bronzo, alt. cm 30 - 1941;
- Elviretta - bronzo, cm 17x20 - 1942;
- Ermafrodito - bronzo alt. cm 47 - 1946;
- Famiglia rurale - bronzo alt. cm 31 - 1959;
- Giovane con anfora - (studio) terracotta - 1950;
- Giovane con oboe - bronzo, alt. cm 90 - 1941;
- Giovane Santa - legno - 1937;
- Il Dio della scultura - studio, marmo, alt. cm 49 - 1951;
- Il ritorno del figliol prodigo - pietra, alt. cm 120 - 1978;
- La fanciulla morta - bronzo, alt. cm 53 - 1942;
- La fucilazione del partigiano - bassorilievo, terracotta - 1945;
- Letizia - terracotta - 1940;
- Madre - bronzo - 1944;
- Madre e figlio - bronzo, alt. cm 63 - 1940;
- Madre e figlio - bronzo, bozzetto alt. cm 27 - 1940;
- Madre popolana - lamiera sbalzata, alt. cm 140 - 1966;
- Manovale - bronzo, alt. cm 45 - 1954;
- Manovale - lamiera sbalzata ricoperta in bronzo alt. cm 220 - 1964;
- Maternità - bronzo - 1948;
- Maternità - bronzo alt. cm 35 - 1957;
- Maternità - bronzo, alt. cm 26 - 1950;
- Maternità - bronzo, bassorilievo - 1956;
- Maternità - pietra, cm 130 - 1975;
- Maternità-fuga - bronzo, alt. cm 19 - 1947;
- Modello addormentato - bassorilievo, bronzo, lungh. cm 42 - 1946;
- Montanara - bozzetto, terracotta, alt. cm 39 - 1953;
- Montanara - metallo sbalzato e bronzo, alt. cm 114 - 1959;
- Narciso - bronzo, lung. cm 18 - 1940;
- Nascita della danza - bronzo, alt. cm 50 - 1959;
- Nascita della danza - pietra, alt. cm 220 - 1973;
- Nascita di Venere - bronzo, alt. cm 120 - 1960;
- Nascita di Venere - bronzo, bozzetto, alt. cm 38 - 1960;
- Non uccidete i nostri figli - bronzo, alt. cm 50 - 1957;
- Non uccidete i nostri figli - legno, alt. cm 150 - 1963;
- Non uccidete i nostri figli - pietra, alt. cm 105 - 1956;
- Non uccidete i nostri figli - pietra, alt. cm 220 - 1974;
- Non uccidete i nostri figli - terracotta, bozzetto, alt. cm 31 - 1951;
- Pastorello - terracotta - 1937;
- Pietà per i nostri figli - bronzo, alt. cm 39 - 1960;
- Pietà per i nostri figli - lamiera sbalzata ricoperta di bronzo, alt. cm 220 - 1965;
- Pietà per il Sud - pietra - 1956;
- Primavera - pietra, alt. cm 105 - 1956;
- Profugo dall'alluvione - gesso, bozzetto - 1952;
- Ragazza inglese - bronzo - 1947;
- Ragazza siciliana - terracotta - 1944;
- Ragazzo che gioca - legno, alt. cm 47 - 1941;
- Ragazzo con gallo - bronzo, alt. cm 65 - 1942;
- Ragazzo con il flauto - bronzo, alt. cm 117 - 1940;
- Ragazzo con il flauto - bronzo, bozzetto, alt. cm 30 - 1940;
- Ragazzo con maschera - bronzo, alt. cm 23 - 1940;
- Ragazzo con pupazzo - bronzo, alt. cm 16,5 - 1940;
- Ragazzo con uccello - bronzo, alt. cm 18 - 1940;
- Ragazzo in piedi - bronzo, alt. cm 42 - 1942;
- Ragazzo innamorato - legno, alt. cm 90 - 1938;
- Ritratto d'uomo - bronzo - 1939;
- Ritratto d'uomo - bronzo, bassorilievo - 1942;
- Ritratto del Dr. Laneri - bronzo - 1941;
- Ritratto del pittore L. Montanarini - bronzo - 1943;
- Ritratto di Bianca - terracotta - 1944;
- Ritratto di Cardarelli - bronzo - 1942;
- Ritratto di Elizabeth - bronzo - 1959;
- Ritratto di Filomena d'Amico - 1942;
- Ritratto di giovane musicista - cera - 1939;
- Ritratto di Grandjaquet - bronzo - 1943;
- Ritratto di Laura - gesso e bronzo - 1939;
- Ritratto di Mademoiselle Calame - 1946;
- Ritratto di Mademoiselle Calame - bronzo - 1946;
- Ritratto di Metì - 1941;
- Ritratto di Ninì Pirandello - bronzo, 1943;
- Ritratto di Nuccia - 1941;
- Ritratto di Omiccioli - 1945;
- Ritratto di Parenti - 1941;
- Ritratto di Petrassi - bronzo - 1943;
- Ritratto di Raidun - fronte - 1952;
- Ritratto di Rosemarie - omaggio a Picasso - bronzo - 1964;
- Ritratto di signora - bronzo - 1939;
- Ritratto di vecchio - bronzo - 1939;
- Ritratto femminile -pietra - 1956;
- Silvia - legno - 1937;
- Studio per l'Adolescente - legno - 1957;
- Studio per l'Adolescente - legno, alt. cm 134 - 1957;
- Studio per un autoritratto - cera e bronzo - 1944;
- Studio per un David - bronzo, alt. cm 30 - 1940;
- Studio per un S. Sebastiano - bronzo, alt. cm 49 - 1948;
- Studio per una Pietà - (1), bozzetto, terracotta - 1947;
- Studio per una Pietà - (2), bozzetto, terracotta - 1947;
- Vergine adolescente - bozzetto, bronzo, alt. cm 26 - 1960;
- Vergine adolescente - bronzo, alt. cm 170 - 1960;
- Zitella - terracotta - 1936.

## Disegni
- Autoritratto con la Musa - pietra, spalla del camino di casa dell'artista - 1962;
- Barbara - 1978;
- Concetto di maternità - bronzo, bassorilievo - 1969;
- Contadina umbra vedova di guerra - bronzo - 1972;
- Cristina - bronzetto, alt. cm 30 - 1969;
- Da una scultura ad Aquileia - 1976;
- Flautista - 1976;
- Il ritorno del figliol prodigo - pietra, alt. cm 120 - 1978;
- Il sogno - 1979;
- Le nostre ombre moderne sono ombre di sogno - 1979;
- Madre popolana - lamiera sbalzata, alt. cm 140 - 1966;
- Manovale - lamiera sbalzata ricoperta in bronzo alt. cm 220 - 1964;
- Maternità - pietra, cm 130 - 1975;
- Modella - 1978;
- Nascita della danza - pietra, alt. cm 220 - 1973;
- Non uccidete i nostri figli - legno, alt. cm 150 - 1963;
- Non uccidete i nostri figli - pietra, alt. cm 220 - 1974;
- Nuda in posa - 1975;
- Pietà per i nostri figli - lamiera sbalzata ricoperta di bronzo, alt. cm 220 - 1965;
- Preghiera - 1976;
- Ragazza in piedi - 1978;
- Ragazza in posa - 1977;
- Ritratto di Rosemarie - omaggio a Picasso - bronzo - 1964;
- Testa d'uomo - 1971;
- Testa di giovane donna - 1976.

## Monografie
- "A. De Felice scultore", Firenze, Ed. Il Ponte 1942 (prefazione di Trombadori);
- "De Felice scultore", Roma, Ed. Danesi 1948 (prefazione di Savinio);
- "33 Disegni di Aurelio De Felíce", Roma, Ed. Mediterranee 1958 (prefazione di Ferruccio Ulivi).

## Monografie catalogo
- Mostra personale al Museo Comunale di Braunschweig, 1960 (prefazione del Dr. Bert Bilzer);
- "Documenta, Encyclopédie Générale des Beaux-Arts aux XIX et XX siècles";
- "Les cahiers d'Art-Documenta" — numero 251 — Ecole Italienne n. 4 — Ed. P. Cailler — Genève, 1968;
- "A. De Felice, Scultore della Scuola Romana" Documenti dal 1937 al 1968 - Ed. Müller, Zurigo 1968 (tedesco, inglese e italiano);
- "A. De Felice, Diario di uno scultore" (Prefazione di Vivaldi).

## Autori di presentazioni alle mostre personali e di articoli/saggi
- Alimenti Dante, 1974;
- Bardi P. M., 1940;
- Bartolini Luigi, 1948;
- Bellonzi Fortunato, 1946;
- Bilzer Bert, 1960;
- Budigna Luciano, 1957;
- Cairola Stefano, 1942;
- Carnevali Francesco, 1967;
- Casadei Giorgio, 1958;
- Di Salvatore Nino, 1968;
- Fabiani Enzo, 1978;
- Felloux Roger, 1949;
- Fórster Otto H., 1960;
- Garde M., 1955;
- George Waldemar, 1958;
- Gertz U., 1960;
- Renato Guttuso, 1940 e 1978;
- Hagen Rolf, 1960;
- Javarone Domenico, 1978;
- Lancellotti Arturo, 1942;
- Martinet Eduard, 1947;
- Maselli Ercole, 1940;
- Melli Roberto, 1957;
- Guido Mirimao, 1978;
- Jean Monestier, 1958;
- Enrico Paulucci, 1956;
- Guglielmo Peirce, 1946;
- Attilio Podestà, 1940;
- Antonio Carlo Ponti, 1976;
- Vasco Pratolini, 1945;
- Vanni Ronsisvalle, 1974;
- Alberto Savinio, 1948;
- Somma Luigi, 1975;
- Taschetta Claudia Refice, 1966;
- Trips Manfred, 1970;
- Antonello Trombadori, 1942 e 1946;
- Ferruccio Ulivi, 1956;
- Valsecchi Marco, 1957;
- Venturoli Marcello, 1959;
- Villa Emilio, 1947;
- Vivaldi Cesare, 1978 e 1979.